# Charlotte Eagles
Il Charlotte Eagles è una società calcistica statunitense che milita nella USL Second Division.

## Storia
Fondato nel 1993, il Charlotte Eagles ha sempre militato nella USL Second Division (questo campionato ha cambiato più volte denominazione nel corso degli anni) tranne che nelle stagioni dal 2001 al 2003, quando la società si era iscritta alla A-League (ora nota come USL First Division). Causa problemi finanziari, nel 2004 il club è tornato a giocare nella Seconda Divisione.
Gli Eagles sono una delle squadre più titolate della USL Second Division: infatti, per ben cinque volte sono arrivati alla finale del campionato, vincendola in due occasioni (nel 2000, quando ancora si chiamava USL Pro League, e nel 2005) e perdendola nelle altre tre (1996, 1997, 2004).

## Palmarès

### Competizioni nazionali
- United Soccer Leagues Second Division: 2

2000, 2005
- United Soccer Leagues Premier Development League: 1

2017

### Altri piazzamenti
- United Soccer Leagues Professional Division:

Secondo posto: 2013

## Stadio
A partire dal 2008, il club gioca i suoi incontri casalinghi allo stadio Charlotte Christian School, a Charlotte (Carolina del Nord). In occasione di partite importanti, quando ci si aspetta una richiesta di biglietti elevata, il team gioca le partite casalinghe o al Transamerica Field (presso il campus universitario) o al Richardson Stadium nella vicina città di Davidson. Quando verrà completato il Matthews Sportsplex, un nuovo impianto da 6.000 posti, è probabile che gli Eagles decideranno di giocare qui le gare interne di campionato.

## Rivalità
Principali rivali degli Eagles sono gli Atlanta Silverbacks e i Charleston Battery, entrambi club della USL First Division.
Nel campionato di Second Division, le rivalità maggiori si hanno con i Wilmington Hammerheads e i Richmond Kickers.
I tifosi della squadra di Charlotte hanno un team rivale anche nella Premier Development League (il campionato di livello immediatamente inferiore alla USL Second Division), ossia i Northern Virginia Royals.

## Squadra femminile
Il club annovera anche una squadra femminile, le Charlotte Lady Eagles, che militano nella Atlantic Division della W-League.

## Religione
Gli Eagles fanno parte del "Missionary Athletes International" (MAI), un'organizzazione para-religiosa che ha lo scopo di diffondere il messaggio cristiano nel mondo del calcio.

## Risultati anno per anno
| Anno | League                | Reg. Season       | Playoff                 | Open Cup        |
| ---- | --------------------- | ----------------- | ----------------------- | --------------- |
| 1993 | USISL                 | 8° Atlantic       | Non qualificato         | Non entrato     |
| 1994 | USISL                 | 3° Atlantic       | Finale di Divisione     | Non entrato     |
| 1995 | USISL Pro League      | 2° Atlantic       | Semifinale di Divisione | Non qualificato |
| 1996 | USISL Pro League      | 1° South Atlantic | Finale                  | Non qualificato |
| 1997 | USISL D-3 Pro League  | 3° South Atlantic | Finale                  | Non qualificato |
| 1998 | USISL D-3 Pro League  | 3° Atlantic       | Quarti di finale        | 2º turno        |
| 1999 | USL D-3 Pro League    | 1° Atlantic       | Semifinale              | Non qualificato |
| 2000 | USL D-3 Pro League    | 3° Southern       | Campione                | Non qualificato |
| 2001 | USL A-League          | 3° Central        | 1º turno                | Non qualificato |
| 2002 | USL A-League          | 4° Southeast      | 1º turno                | Non qualificato |
| 2003 | USL A-League          | 4° Southeast      | Non qualificato         | Non qualificato |
| 2004 | USL Pro Soccer League | 1° Southern       | Finale                  | 2º turno        |
| 2005 | USL Second Division   | 2°                | Campione                | 3º turno        |
| 2006 | USL Second Division   | 2°                | Finale                  | 2º turno        |
| 2007 | USL Second Division   | 4°                | Qualificato             | 2º turno        |

## Rosa 2014
| N. |                        | Ruolo | Calciatore                  |
| -- | ---------------------- | ----- | --------------------------- |
| 1  | Stati Uniti (bandiera) | P     | Brock Duckworth             |
| 2  | Ghana (bandiera)       | C     | Fred Sekyere                |
| 3  | Stati Uniti (bandiera) | D     | Bilal Duckett               |
| 5  | Stati Uniti (bandiera) | D     | Ben Newnam                  |
| 6  | Stati Uniti (bandiera) | D     | Chase Wickham               |
| 7  | Stati Uniti (bandiera) | A     | Zak Boggs                   |
| 8  | Stati Uniti (bandiera) | C     | Juan Guzman                 |
| 9  | Stati Uniti (bandiera) | C     | Wells Thompson              |
| 10 | Colombia (bandiera)    | C     | Jorge Herrera               |
| 11 | Colombia (bandiera)    | C     | Mario Efrain Gomez Espejero |
| 12 | Stati Uniti (bandiera) | C     | Drew Yates                  |
| 13 | Stati Uniti (bandiera) | C     | Matthew Gold                |

| N. |                              | Ruolo | Calciatore        |
| -- | ---------------------------- | ----- | ----------------- |
| 14 | Stati Uniti (bandiera)       | A     | David Geno        |
| 15 | Stati Uniti (bandiera)       | D     | Tolani Ibikunle   |
| 16 | Giamaica (bandiera)          | D     | Richard Dixon     |
| 17 | Stati Uniti (bandiera)       | C     | Tyrone Hall       |
| 18 | Trinidad e Tobago (bandiera) | C     | Darren Toby       |
| 19 | Brasile (bandiera)           | A     | Gui Brandao       |
| 20 | Stati Uniti (bandiera)       | D     | Jonathan Leathers |
| 21 | Stati Uniti (bandiera)       | D     | J. J. Greer       |
| 24 | Kenya (bandiera)             | C     | Felix Oblio       |
| 25 | Stati Uniti (bandiera)       | P     | Alec Kann         |
| 26 | Guam (bandiera)              | P     | Doug Herrick      |
| 27 | Stati Uniti (bandiera)       | P     | Kyle Renfro       |
| 28 | Stati Uniti (bandiera)       | A     | Giuseppe Gentile  |

## Rosa 2008
| N. |                        | Ruolo | Calciatore       |
| -- | ---------------------- | ----- | ---------------- |
| 00 | Stati Uniti (bandiera) | P     | Kevin Trapp      |
| 0  | Stati Uniti (bandiera) | P     | Terry Boss       |
| 2  | Stati Uniti (bandiera) | D     | Ben Johnson      |
| 4  | Stati Uniti (bandiera) | D     | Brady Bryant     |
| 6  | Stati Uniti (bandiera) | C     | Thomas Woods     |
| 7  | Stati Uniti (bandiera) | C     | Jeff Bilyk       |
| 9  | Stati Uniti (bandiera) | A     | Worteh Sampson   |
| 10 | Stati Uniti (bandiera) | C     | Jorge Herrara    |
| 11 | Uganda (bandiera)      | A     | Robert Ssejjemba |
| 13 | Zimbabwe (bandiera)    | C     | Joseph Kabwe     |
| 14 | Stati Uniti (bandiera) | C     | Jonah Long       |

| N. |                              | Ruolo | Calciatore                  |
| -- | ---------------------------- | ----- | --------------------------- |
| 15 | Stati Uniti (bandiera)       | C     | Danni Harvey                |
| 16 | Stati Uniti (bandiera)       | A     | Aaron De Loach              |
| 17 | Stati Uniti (bandiera)       | D     | Gregg Schroeder             |
| 18 | Stati Uniti (bandiera)       | A     | Dustin Swinehart (capitano) |
| 19 | Zimbabwe (bandiera)          | C     | Patrick Daka                |
| 20 | Stati Uniti (bandiera)       | C     | Steve Shak                  |
| 21 | Trinidad e Tobago (bandiera) | C     | Darren Toby                 |
| 22 | Stati Uniti (bandiera)       | C     | Christopher Klotz           |
| 23 | Stati Uniti (bandiera)       | D     | Chad Smith                  |
| 32 | Stati Uniti (bandiera)       | C     | Josh Rife                   |